# Conta (Adelsgeschlecht)

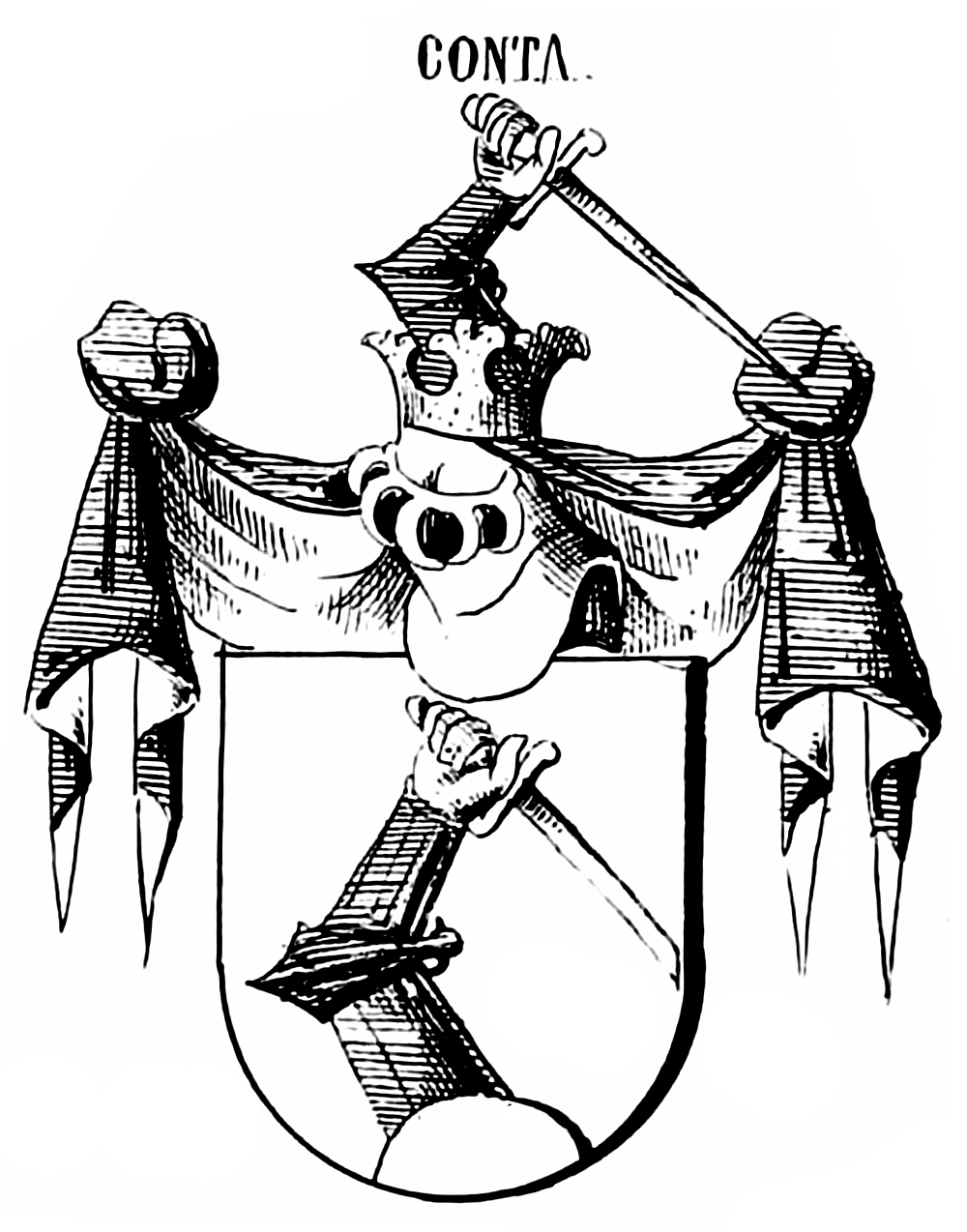
Wappen derer von Conta in Siebmachers Wappenbuch

Conta ist der Name einer aus Italien stammenden Familie. Der großherzoglich-sachsen-weimarische Geheime Legationsrat Karl Friedrich Anton Conta erhielt durch den Herzog von Sachsen-Weimar am 3. September 1825 eine Adelsbestätigung.

## Wappen
In Silber ein schwebender gold-geharnischter Schwertarm. Auf dem Helm mit blau-silbernen Helmdecken der Schwertarm wachsend.

## Persönlichkeiten
- Karl von Conta (1778–1850), deutscher Politiker
- Bernhard von Conta (1816–1899), preußischer Generalleutnant
- Richard von Conta (General, 1821) (1821–1895), preußischer Generalmajor
- Richard von Conta (General, 1856) (1856–1941), preußischer General der Infanterie
- Alfred von Conta (1858–1927), deutscher Generalleutnant
- Manfred von Conta (* 1931), deutscher Journalist